# 히가시쿠네베쓰역
히가시쿠네베쓰역(일본어: 東久根別駅, ひがしくねべつえき)은 일본 홋카이도 호쿠토시에 있는 도난 이사리비 철도 도난 이사리비 철도선의 철도역이다.

## 역 구조
1면 1선의 단선식 승강장이 있는 지상역이다. 역사는 화차를 개조해 만들었으며, 고료카쿠 역에서 관리하는 무인역이다.

### 승강장
| ■ 도난 이사리비 철도선 | 하코다테 · 가미이소 · 기코나이 방면 |

## 역 주변
- 호쿠토 시립 구네베쓰 초등학교
- 호쿠요 은행 나나에하마 지점

## 역사
- 1986년 11월 1일 - 일본국유철도의 히가시쿠네베쓰 임시 승강장으로 개업. 여객 취급 개시.
- 1987년 4월 1일 - 일본국유철도 분할 민영화로 홋카이도 여객철도가 계승.
- 2016년 3월 26일 - 홋카이도 신칸센 개통에 따라, 도난 이사리비 철도에게 이관됨.

## 인접한 역
| 도난 이사리비 철도 도난 이사리비 철도선 | 도난 이사리비 철도 도난 이사리비 철도선 | 도난 이사리비 철도 도난 이사리비 철도선 |
| --------------------------------------- | --------------------------------------- | --------------------------------------- |
| sh09 구네베쓰 기코나이 방면             | ■ 도난 이사리비 철도선                  | sh11 나나에하마 하코다테 방면           |